# Scholtz-Kaserne
Die Scholtz-Kaserne war eine Kaserne der Bundeswehr in Neumünster, Schleswig-Holstein.

## Geschichte
Im Zuge der Aufrüstung der Wehrmacht fanden 1935 erste Verhandlungen zwischen dem Deutschen Reich und der Stadt Neumünster zum Erwerb eines Geländes am damaligen Stadtrand für den Bau einer neuen Kasernenanlage statt, die in die Übereignung eines 124.000 Quadratmeter großen Areals für 50 Reichspfennig je Quadratmeter mündeten. Es sollte eine Artillerieabteilung der 30. Infanteriedivision untergebracht werden. 1936 begannen die Bauarbeiten. Es entstanden vier Wohnblocks, Geschützhallen, Pferdeställe, eine Reithalle und weitere Reitanlagen und ein Exerzierplatz. Am Nachmittag des 12. Oktober 1937 wurden die Schlüssel dem Kommandeur der I. Abteilung des Artillerieregiments 66 übergeben, dessen Einheit mit der 7. Ergänzungsbatterie in Stärke von 600 Soldaten, 400 Pferden und 12 Haubitzen einzog. Die Kaserne erhielt noch im selben Jahr ihren Namen vom General Friedrich von Scholtz. Die Fertigstellung einiger Anlagen verzögerte sich jedoch, so dass bis zum Sommer 1938 die Pferde noch in angemieteten Zirkuszelten untergebracht werden mussten. Zur Vorbereitung des Überfalls auf Polen verließ die Artillerieabteilung am 25. August 1939 die Kaserne und verlegte nach Schlesien. Während des Zweiten Weltkriegs waren in der Kaserne Ersatztruppenteile untergebracht, insbesondere ab 15. Oktober 1940 die Fahrersatzabteilung 10 (ab 1943: Fahr-Ersatz- und Ausbildungsabteilung 10) der Division Nr. 190. Diese Division wurde mit ihren beweglichen Einheiten im September 1944 in die Niederlande verlegt. Am 4. Mai 1945 wurde die Stadt Neumünster kampflos den britischen Truppen übergeben, die am 7. Mai 1945 auch die Scholtz-Kaserne besetzten. Nach dem Zweiten Weltkrieg bezogen Einheiten der British Army of the Rhine (Britische Rheinarmee) die Kaserne, die nunmehr „St Georges Barracks“ hieß. Die Briten stationierten in den St Georges Barracks zunächst für längere Zeit eine Ausbildungseinheit und den Garnisonsingenieur. 1951 folgten norwegische Besatzungstruppen, deren Kasernen in Itzehoe noch nicht bezugsfertig waren. Ab 1952 wurde eine polnische Wacheinheit der Civil Mixed Labour Organisation mit etwa 100 Mann untergebracht. Zugleich waren eine Einheit der German Service Organisation, die aus ehemaligen deutschen Soldaten bestand und zur Instandsetzung der Kaserne diente, sowie eine Reitschule der britischen Truppen in der Kaserne nun beheimatet. Am 24. Mai 1956 begannen die Besprechungen zur Übergabe der Kasernenanlage an die Bundeswehr, die im Dezember 1956 vollzogen wurde. Zugleich erhielt der Standort den Namen „Scholtz-Kaserne“ zurück. Dennoch verblieben bis zum 2. September 1957 noch britische Soldaten und die polnische Wacheinheit in der Kaserne.
Als erste Einheit zog schrittweise in die Scholtz-Kaserne das bereits ab dem 24. Juli 1956 in der Sick-Kaserne aufgestellte Panzerjägerbataillon 3 ein. Im Dezember 1956 wurde zunächst lediglich das Gerät des Panzerjägerbataillons verlegt, so dass die Ausbildung und der technische Dienst bereits in der Scholtz-Kaserne stattfand, die Soldaten jedoch in der Sick-Kaserne untergebracht waren. Dies hatte seine Ursache nicht nur in der Belegung der Scholtz-Kaserne durch britische Einheiten, sondern auch in Umbau- und Modernisierungsarbeiten, die dort noch stattfanden. Ab Februar 1957 erfolgte dann der Umzug des Personals. Am 9. April 1957 fand die erste Vereidigung von Soldaten der Bundeswehr in der Scholtz-Kaserne in Neumünster statt. Das Panzerjägerbataillon 3 wurde am 16. März 1959 wieder aufgelöst. Teile wurden am selben Tag zur Aufstellung des Panzerbataillon 184 der neuen Panzerbrigade 18 verwendet, das in der Scholtz-Kaserne stationiert blieb. Des Weiteren wurde die 1. Kompanie zur Panzerjägerkompanie 320, die 2. Kompanie zur Panzerjägerkompanie 170 und die 3. Kompanie zur Panzerjägerkompanie 160 umgegliedert. Diese Einheiten kamen an neue Standorte. Das neue Panzerbataillon 184 verfügte zunächst über vier Kompanien. Im Juni 1972 kam eine 5. Kompanie als Geräteeinheit hinzu, die einem Truppenversuch mit konserviertem Panzergerät diente, jedoch zum 31. Dezember 1974 wieder aufgelöst wurde. Im Tausch mit dem Nachschubbataillon 6 zog ab 17. November 1983 das Panzerbataillon 184 aus und verlegte in die Rantzau-Kaserne nach Boostedt. Damit sollte die Stadt Neumünster von Panzerlärm entlastet werden. In Boostedt erfuhr das Bataillon im Zuge der Heeresstruktur 5 am 13. März 1992 sein Ende als aktiver Truppenteil und wurde nichtaktiv gesetzt. Zum 31. Dezember 2008 wurde das noch in der Rantzau-Kaserne beheimatete Bataillon schließlich aufgelöst.
Die ab 1. September 1958 aufgestellte Feldjägerkompanie 6 der 6. Panzergrenadierdivision wurde am 5. Januar 1959 in der Scholtz-Kaserne stationiert. Sie bildete die Feldjägerwachkommandos Neumünster und Hamburg in der Scholtz-Kaserne aus. Am 1. Mai 1959 begann für das Feldjägerwachkommando Neumünster der Dienst in der Scholtz-Kaserne. Die Feldjägerkompanie 6 wechselte in die Sick-Kaserne und kam im Frühjahr 1960 schließlich in die Hindenburg-Kaserne. Ihr folgte 1963 das Feldjägerwachkommando Neumünster unter Umbenennung in Feldjägerdienstkommando Neumünster. Zum 1. Januar 1980 wurde die Feldjägerkompanie 6 aus der 6. Panzergrenadierdivision herausgelöst und zur 4./Feldjägerbataillon 610. Sie verblieb in der Hindenburg-Kaserne bis zum 1. Dezember 1995, wurde nach Boostedt in die Rantzau-Kaserne verlegt, wo sie am 31. März 1997 aufgelöst wurde.
Die 1. Kompanie des Aufklärungsbataillons 6, das zum 1. Oktober 1958 in der Scharnhorst-Kaserne in Lingen aufgestellt worden war, verlegte am 6. April 1959 in die Scholtz-Kaserne, während der Stab, die 2. und 3. Kompanie in die Truppenunterkunft Boostedt einziehen mussten. Die Trennung des Bataillons wurde erst mit Umzug in die Rettberg-Kaserne in Eutin am 11. April 1961 beendet.
Zum Panzerbataillon 184 zugeordnet war die Ausbildungskompanie 10/6, die am 2. Januar 1961 in der Scholtz-Kaserne aufgestellt wurde. Diese Einheit erfuhr jedoch bereits am 30. September 1966 wieder die Auflösung.
1959 erreichten die Sanierungs- und Umbaumaßnahmen in der Scholtz-Kaserne einen Höhepunkt. Hintergrund war die notwendige Umnutzung einer einst für pferdebespannte Artillerie errichteten Anlage für einen Panzerverband. Reithalle und ältere Pferdeställe wurden abgerissen. Ein Pferdestall wurde zu einem Lehrsaalgebäude umgebaut. Des Weiteren wurden eine Panzerwerkstatt, ein ABC-Übungsraum, ein KK-Stand, Offiziers- und Unteroffiziersheim, Mannschaftskantine, Schleppdächer, Panzerabstellplätze und Betonstraßen errichtet. Im April 1966 folgte die Einweihung einer neuen Panzerschießhalle und im April 1970 wird das neue Wirtschaftsgebäude fertiggestellt, dessen Bezug in zwei Abschnitten im April 1970 und November 1971 vorgenommen wird.
Die mittlere Instandsetzungskompanie 6 bildete gemeinsam mit der Nachschubkompanie 6, die aus der Quartiermeisterkompanie 6 hervorgegangen war, den Grundstock für die Bildung des Versorgungsbataillons 6 der 6. Panzergrenadierdivision, die ab 5. August 1966 in der Rantzau-Kaserne in Boostedt erfolgte und schließlich am 1. Oktober 1972 ihren Abschluss fand. Dabei wurde die 1./Versorgungsbataillon 186 zur 1./Versorgungsbataillon 6. Am 1. Oktober 1975 erfolgte eine weitere Umgliederung zum Nachschubbataillon 6. Am 1. Oktober 1980 bildete das Bataillon die Nachschubausbildungskompanie 7/6. Im Dezember 1983 begann der Auszug des Bataillons mit der Ausbildungskompanie 7/6 aus der Rantzau-Kaserne und der Umzug nach Neumünster in die Scholtz-Kaserne, der am 30. März 1984 abgeschlossen wurde. Die Nachschubausbildungskompanie 7/6 wurde am 1. Oktober 1988 zur aktiven 5. Kompanie des Nachschubbataillons 6. Am 14. Mai 1997 erfolgte der Umzug in die Hindenburg-Kaserne in Neumünster. Das Bataillon wurde zum 1. April 2003 zunächst in einen nichtaktiven Truppenteil umgewandelt und zum 31. März 2006 aufgelöst.
Am 1. April 1986 wurde aus den bisherigen Fahrschulen des Nachschubbataillons 6 und der Nachschubausbildungskompanie 7/6 die Fahrschulgruppe Neumünster 2 in der Kaserne gebildet, die jedoch mit der Heeresstruktur 5 zum 1. April 1994 wieder aufgelöst wurde.
Zum 1. April 1994 wurde das Nachschubregiment 6 der 6. Panzergrenadierdivision mit Stab und Stabskompanie in der Rantzau-Kaserne in Boostedt gebildet, dessen Feldersatzkompanie als Geräteeinheit in der Scholtz-Kaserne in Neumünster stationiert wurde. Doch bereits zum 31. März 1997 wurde die Ersatzkompanie wieder aufgelöst. Das Regiment folgte diesem Schicksal zum 30. Juni 1997.
Am 14. Oktober 1996 kam aus der Stapelholmer Kaserne in Seeth die 1./Transportbataillon 610 in die Scholtz-Kaserne nach Neumünster. Diese Einheit war am 1. April 1994 aus der 1./Nachschubbataillon 610 hervorgegangen. Doch der Prozess zur Auflösung des Transportbataillons 610 war durch die Entscheidung am 15. März 1995 längst angestoßen, die meisten Kompanien außer Dienst genommen und der Auflösungsappell des Bataillons bereits durchgeführt. Deshalb ereilte auch die 1./Transportbataillon 610 das gleiche Schicksal zum 31. März 1997.
Am 9. Juli 1997 wurde die Scholtz-Kaserne feierlich durch das Nachschubbataillon 6 an die Standortverwaltung abgegeben. Die endgültige Aufgabe durch die Bundeswehr erfolgte zum 31. Dezember 1997.
Zur medizinischen Versorgung war vom 1. Juli 1972 bis 31. März 1997 in der Scholtz-Kaserne der Sanitätsbereich 11/14 mit Material ausgestattet. Vom 1. November 1979 bis zum 30. September 1996 bestand das Sanitätszentrum 107. Die Zahnarztgruppe 107/2 bestand ab dem 1. April 1981 bis zur Aufgabe der Kaserne. Zudem war die Standortfernmeldeanlage 117/303 eingerichtet.

## Konversion
Nach der Aufgabe der Kaserne durch die Bundeswehr Ende 1997 wurde im nördlichen Teil des ehemaligen Militärareals, auf dem sich die Unterkunfts- und Wirtschaftsgebäude befanden, 1998 eine Aufnahmestelle für Aussiedler und Asylsuchende des Landes Schleswig-Holstein eingerichtet. Ab 1. Dezember 1998 zog auch das Landesamt für Ausländerangelegenheiten in die frühere Kaserne ein. 1998 und 1999 fanden Renovierungsarbeiten statt. Die Aufnahmeeinrichtung, die nach der Aufgabe der Lübecker Unterkunft Ende 2009 die einzige in Schleswig-Holstein war, verfügte zunächst über eine Kapazität von 500 Plätzen. 2010 siedelte zudem das Bundesamt für Migration und Flüchtlinge mit seiner Außenstelle von Lübeck aus der Trave-Kaserne in die Scholtz-Kaserne nach Neumünster um.
Für den südlichen Kasernenbereich, der im Wesentlichen den technischen Bereich umfasst, interessierte sich die Stadt Neumünster. 2004 prüfte der Ausschuss für Brandschutz, Rettungsdienst und Katastrophenschutz die Einrichtung eines Gefahrenabwehr- und Kompetenzzentrums auf dem Gelände der ehemaligen Scholtz-Kaserne. Im Ergebnis wurde dies im Oktober 2004 abgelehnt und stattdessen ein Standort in der ehemaligen Hindenburg-Kaserne ins Auge gefasst. Trotz der bereits bekannten Überlegungen der Stadt, das südliche Kasernengelände für den Wohnungsbau zu erschließen, kam die Nachricht des Oberbürgermeisters, dass er von der Bundesanstalt für Immobilienaufgaben das 85.000 Quadratmeter große Grundstück für die Stadt erworben hatte, im September 2013 überraschend. Der Eigentümerwechsel wurde bereits zum 1. Oktober 2013 vollzogen. Geplant war, unmittelbar im Anschluss die Bauleitverfahren einzuleiten und die 10 auf dem Grundstück befindlichen Hallengebäude abzureißen. Ziel war es, nach der Geländesanierung eine Bebauung mit Wohnhäusern zu ermöglichen. Zum damaligen Zeitpunkt stand allerdings nicht fest, ob dies nur mit Ein- und Zweifamilienhäusern geschehen solle oder auch Mehrfamilienhäuser entstehen. Als Vorbild wurde auf die erfolgreiche Konversion des benachbarten Mobilmachungsstützpunktes in der Frankenstraße verwiesen, auf dem nach Abriss der Lagerhallen 16 Baugrundstücke innerhalb weniger Monate verkauft worden waren. 2016 sollte die Wohnbebauung starten.
Auch das Land Schleswig-Holstein verhandelte mit der Bundesanstalt für Immobilienaufgaben und sicherte sich das übrige, 3,8 Hektar große Areal für den Betrieb der Aufnahmeeinrichtung und des Landesamtes. Zudem wurde bekannt, dass das Land zwischen 2014 und 2017 fünf Millionen Euro in die bauliche Sanierung der Aufnahmeeinrichtung investieren werde. Diese sollten nicht nur der Instandhaltung und der Steigerung der Energieeffizienz dienen, sondern auch die Freizeit- und Rückzugsmöglichkeiten der Bewohner verbessern. Mitte 2013 wies die Unterkunft eine durchschnittliche Belegung von 375 Menschen auf.
Ab 2014 nahm die Zahl der Asylsuchenden in Schleswig-Holstein dramatisch zu und mündete in die Flüchtlingskrise. So verdoppelte sich 2014 die Zahl der Asylbewerber gegenüber dem Vorjahr, so dass zur Entlastung der Unterkunft in der Scholtz-Kaserne in der zweiten Jahreshälfte Pläne zur Nutzung der Rantzau-Kaserne in Boostedt erstellt wurden. Doch auch die Inbetriebnahme einer Aufnahmeeinrichtung in Boostedt Anfang 2015 konnte die Flüchtlingswelle Mitte 2015 allein nicht aufnehmen. Im Juli 2015 wurden daher 100 Container zur Unterbringung von 400 Flüchtlingen auf das Gelände der ehemaligen Scholtz-Kaserne gebracht. Anfang September 2015 verschärfte sich die Situation abermals. Die Zahl der Asylsuchenden, die in der Scholtz-Kaserne wohnten, stieg auf 2.000 und sodann auf 3.500 Menschen an. Es wurden eine Zeltstadt errichtet sowie in Gemeinschaftsräumen und Fluren Betten aufgestellt. Bis zu 5.000 Flüchtlinge befanden sich schließlich im Herbst 2015 auf dem Kasernengelände. Erst 2016 trat eine gewisse Entspannung ein. Die Stadt hatte ihre Teile der ehemaligen Kaserne an das Land kurzfristig bis 30. Juni 2016 verpachtet. Am 1. Februar 2016 begann der Schulunterricht für Flüchtlingskinder, der bereits seit 1998 in der Scholtz-Kaserne durchgeführt wurde, in neuen Räumlichkeiten. Im Februar 2016 begannen die Abrissarbeiten des ehemaligen Kasernengebäudes 5, in dem das Sanitätszentrum 107 einst untergebracht war. Hierhin wurden Container, die bisher auf dem städtischen Grundstück aufgestellt waren, nach Abschluss der Arbeiten umgesetzt werden. Anfang 2017 waren nur noch 386 Menschen in der Aufnahmeeinrichtung in der Scholtz-Kaserne untergebracht. Deren Kapazität war wieder auf 850 Personen reduziert worden.
Im Februar 2018 beriet die Stadt das Vorhaben, die Flächen auf dem südlichen Teil der Kaserne für eine Wohnbebauung vorzubereiten, im Planungsausschuss. Die Kosten der Abrissarbeiten und Sanierungsmaßnahmen wurden auf 5 Millionen Euro beziffert. Die Stadt setzte für die Finanzierung auf Fördermittel. Zu einer Entscheidung kam es jedoch noch nicht. Zum einen wurde die Kostenexplosion um 1,5 Millionen Euro gegenüber der Schätzung aus dem Jahr 2013 kritisiert, zum anderen eine Wirtschaftlichkeitsuntersuchung gefordert.
Im August 2018 wurden die Pläne des Landes Schleswig-Holstein bekannt, wonach die Aufnahmeeinrichtung in Neumünster ab 2024 wieder die einzige sein soll. Zugleich beabsichtigte die Landesregierung hier die Kapazitäten zu erhöhen und ein „Ankerzentrum“ einzurichten. Ein Verkauf von städtischen Flächen zur Vergrößerung der Flüchtlingsunterkunft wurde im Stadtrat zunächst unterschiedlich bewertet. Das Land erwog eine Aufstockung der Kapazität auf insgesamt 1.500 Plätze. Hiergegen regte sich insbesondere in dem betroffenen Stadtteil Widerstand. Die Landesregierung kündigte daraufhin an, die Einrichtung zumindest aber auf 1.000 Plätze auf dem dem Land gehörenden Grundstück erweitern zu wollen. Letztlich entschied sich der Stadtrat im November 2018 nach intensiven Beratungen gegen einen Verkauf an das Land und bekräftigte die Absicht, auf dem eigenen Teil des ehemaligen Kasernengeländes Wohnungen errichten zu wollen.
Am 23. Januar 2019 fasste der Planungs- und Umweltausschuss der Stadt Neumünster den Aufstellungsbeschluss zur 51. Änderung des Flächennutzungsplanes 1990 „Entwicklung Scholtz-Kaserne“ und den Aufstellungsbeschluss für den Bebauungsplan Nr. 170 „Entwicklung Scholtz-Kaserne“ mit der Zielstellung der Entwicklung eines Wohngebiets. Ende Januar 2019 teilte das Land Schleswig-Holstein mit, dass es die Flächensanierung im südlichen Kasernenbereich mit etwa 1,6 Millionen Euro fördern wird. Ziel war die Entsiegelung von Böden sowie die Beseitigung von Kontaminationen und anderen Altlasten, die im Bereich von zwei Tankstellen, drei Betriebsstofflagern, einem Schießplatz und diversen Wartungs- und Waschplätzen für Militärfahrzeuge vermutet wurden. Die Stadt ihrerseits finanzierte den Restbetrag der insgesamt fünf Millionen Euro teuren Maßnahme. Für das Areal interessierten sich bereits erste Investoren. Der Abriss der Hallengebäude und die Bodensanierung auf dem südlichen Kasernenareal erfolgte in der ersten Jahreshälfte 2019.
Das Land trieb seine Pläne zum Aus- und Neubau der Aufnahmeeinrichtung weiter voran. Im Juni 2020 stellte es diese vor. Demnach sollte noch 2020 die Kernsanierung zweier Wohngebäude beginnen. Im Oktober 2022 wurde Richtfest für ein Ankunftshaus gefeiert, in dem Unterkünfte der Erstaufnahme, eine Polizeiwache und medizinische Versorgungseinrichtungen untergebracht werden. Die Fertigstellung ist für den Sommer 2025 geplant. Des Weiteren ist der Neubau einer Küche und einer Kantine geplant, flankiert von zwei neuen Wohngebäuden. Das bisherige Haus 3 der Scholtz-Kaserne soll einem modernen Multifunktionsgebäude für Büros, Schule und Deutschem Roten Kreuz weichen. Schließlich entstehen noch ein Bürogebäude für die Außenstelle des Bundesamtes für Migration und Flüchtlinge sowie ein weiteres Wohngebäude. Zudem verkaufte die Stadt nach Beschlussfassung im Juni 2020 ein Teilgrundstück an das Land, das es zuvor seit längerem bereits verpachtet hatte.
Die Ratsversammlung der Stadt Neumünster beschloss im Juni 2020 ferner, mit der städtischen Wohnungsbaugesellschaft über den Verkauf der Flächen zum Bau von Wohngebäuden in Verhandlungen zu treten. Im August 2020 wurden drei Gestaltungsvorschläge von Architekten dem Planungs- und Umweltausschuss der Stadt vorgestellt. Doch die Wohnungsbaugesellschaft lehnte den Kauf des Geländes im Januar 2022 ab. Die Stadt erwog daraufhin zunächst die Vermarktung in einem strukturierten Bieterverfahren, favorisierte jedoch ab Mai 2022 Baugemeinschaften. Zudem wurde bis September 2022 das städtebauliche Konzept weiterentwickelt. 400 Wohnungen, davon 30 Prozent mit Sozialbindung, sollen geschaffen werden. Im Oktober 2023 forderte der Seniorenbeirat der Stadt Neumünster Anpassungen bei der Planung des Wohnbaugebietes.

## Sonstiges
Im ehemaligen Sanitätsbunker, er bot Platz für 550 Personen, wurden 2009 und 2010 Führungen angeboten.